# Italia alla XIII Universiade
L'Italia ha partecipato alla XIII Universiade, tenutasi a Kōbe nel 1985, conquistando un totale di quindici medaglie.

## Medagliere per discipline
| Sport            | Oro | Argento | Bronzo | Totale |
| ---------------- | --- | ------- | ------ | ------ |
| Atletica leggera | 3   | 3       | 0      | 6      |
| Scherma          | 1   | 1       | 3      | 5      |
| Nuoto            | 0   | 2       | 1      | 3      |
| Pallavolo        | 0   | 0       | 1      | 1      |
| Totale           | 4   | 6       | 5      | 15     |

### Dettaglio
| Sport            | Oro                           | Argento                             | Bronzo                           |
| ---------------- | ----------------------------- | ----------------------------------- | -------------------------------- |
| Atletica leggera | Stefano Mei (5000 m)          | Alessandro Andrei (getto del pes0)  |                                  |
| Atletica leggera | Franco Boffi (3000 m siepi)   | Lucio Serrani (lancio del martello) |                                  |
| Atletica leggera | Orlando Pizzolato (maratona)  | Salvatore Nicosia (maratona)        |                                  |
|                  |                               |                                     |                                  |
| Scherma          | Squadra di fioretto femmibile | Roberto Manzi (spada)               | Squadra di fioretto maschile     |
| Scherma          |                               | Squadra di spada maschile           |                                  |
| Scherma          | Squadra di sciabola maschile  |                                     |                                  |
|                  |                               |                                     |                                  |
| Nuoto            |                               | Gianni Minervini (100 m rana)       | Manuela Dalla Valle (100 m rana) |
| Nuoto            | Carla Lasi (800 m SL)         |                                     |                                  |
|                  |                               |                                     |                                  |
| Pallavolo        |                               |                                     | Nazionale maschile               |